# Bahnhof Castricum
Der Bahnhof Castricum ist ein Durchgangsbahnhof in der Gemeinde Castricum in der niederländischen Provinz Noord-Holland. Der 1867 eröffnete Bahnhof liegt an der Bahnstrecke Den Helder–Amsterdam und wird täglich von 6458 Reisenden (2024) frequentiert.

## Lage
Der Bahnhof befindet sich westlich des Ortszentrums von Castricum. An der Ostseite des Bahnhofes verläuft der Stationsweg, eine der wichtigsten Verkehrsadern des Ortes. In Westrichtung erstreckt sich das nordholländische Dünenreservat, ein 5300 Hektar großes Naturschutzgebiet. Südwestlich des Bahnhofes liegt das 2015 eröffnete Archäologiezentrum Huis van Hilde, das die historische Entwicklung von Noord-Holland zeigt.

## Geschichte
Die Eröffnung des Bahnhofes Castricum fand zeitgleich mit der Inbetriebnahme des Streckenabschnittes Alkmaar–Uitgeest der Staatslijn K am 1. Mai 1867 statt. Das erste Bahnhofsgebäude stammte von dem Architekten Karel Hendrik van Brederode und war ein Bau der fünften Klasse der Maatschappij tot Exploitatie van Staatsspoorwegen. Im Jahr 1912 erhielt das Bahnhofsgebäude einen Anbau an der rechten Seite. Vom 30. Januar 1914 bis Juni 1938 war der Bahnhof Castricum Startpunkt der Straßenbahn nach Bakkum. Während das Verkehrsmittel zu Beginn als Pferdestraßenbahn funktionierte, verkehrten ab 1920 elektrische Fahrzeuge auf der Strecke. 1969 wurde das alte Bahnhofsgebäude durch einen Neubau nach einem Entwurf des Architekten Cees Douma ersetzt.

### Umbau
Zwischen 2019 und 2021 wurde der Bahnhof Castricum umgebaut. Der Bahnhof dient oftmals ebenso Badegästen als Eingang zum Dünengebiet und sollte daher zugänglicher, geräumiger und komfortabler werden. An beiden Seiten wurden Schutzdächer für Fahrgäste und Passanten errichtet. Darüber hinaus wurde der bestehende Fußgängertunnel instand gesetzt. Die Innenseite des Tunnels wurde dazu mit neuen Kacheln und einer LED-Beleuchtung ausgekleidet. Im Tunnel wurden drei neue Aufzüge gebaut, wodurch die Barrierefreiheit des Bahnhofes sichergestellt ist. Außerdem wurden sowohl an der Ost- als auch an der Westseite neue Treppen angelegt. Der Mittelbahnsteig wurde mit neuen Möbeln ausgestattet und erhielt einen Kiosk. Das Projekt wurde in Zusammenarbeit von ProRail und der Gemeinde Castricum durchgeführt. Die Baumaßnahmen begannen im April 2019 und sollten nach ursprünglicher Planung im September 2020 abgeschlossen werden. Nachdem der Termin der Fertigstellung auf das Ende des Jahres 2020 verschoben war, wurde der modernisierte Bahnhof letztlich am 20. Mai 2021 eröffnet.

## Personenverkehr
Am Bahnhof halten sowohl Regional- als auch Fernverkehrszüge der Nederlandse Spoorwegen. So wird der Bahnhof in der Hauptverkehrszeit von zwölf Intercity-Zügen und vier Sprinter-Zügen bedient. Als Intercity-Züge werden Fahrzeuge der Baureihen VIRM eingesetzt. Die Baureihe SLT betreibt den Regionalverkehr.

## Streckenverbindungen
Folgende Linien verkehren am Bahnhof Castricum im Jahresfahrplan 2022:
| Zugtyp    | Linienverlauf | Frequenz                                                                              |
| --------- | --- | ------------------------------------------------------------------------------------- |
| Intercity | Maastricht – Sittard – Roermond – Eindhoven Centraal – ’s-Hertogenbosch – Utrecht Centraal – Amsterdam Centraal – Castricum – Alkmaar (– Schagen – Den Helder) | halbstündlich (fährt nicht abends; fährt nur in der HVZ über Schagen nach Den Helder) |
| Intercity | Nijmegen – Arnhem Centraal – Ede-Wageningen – Utrecht Centraal – Amsterdam Centraal – Castricum – Alkmaar – Den Helder                                         | halbstündlich                                                                         |
| Intercity | Haarlem – Beverwijk – Castricum – Alkmaar | halbstündlich (fährt nur in der HVZ)                                                  |
| Sprinter  | Amsterdam Centraal – Haarlem – Castricum – Alkmaar – Hoorn | halbstündlich                                                                         |